# Jack McVeigh
Jack McVeigh, né le 27 juin 1996 à Murwillumbah en Australie, est un joueur professionnel australien de basket-ball évoluant au poste d'ailier.

## Biographie

### Carrière professionnelle

#### Rockets de Houston (depuis 2024)
En juillet 2024, il signe un contrat two-way avec les Rockets de Houston.

## Statistiques

### En universitaire
Les statistiques de Jack McVeigh en matchs universitaires sont les suivantes :
| Saison    | Équipe   | Matchs | Titul. | Min./m | % Tir | % 3pts | % LF  | Rbds/m. | Pass/m. | Int/m. | Ctr/m. | Pts/m. |
| --------- | -------- | ------ | ------ | ------ | ----- | ------ | ----- | ------- | ------- | ------ | ------ | ------ |
| 2015-2016 | Nebraska | 34     | 4      | 17,0   | 35,0  | 34,0   | 69,0  | 2,60    | 1,00    | 0,40   | 0,10   | 4,80   |
| 2016-2017 | Nebraska | 30     | 11     | 22,9   | 37,2  | 33,8   | 78,0  | 2,50    | 0,60    | 0,50   | 0,30   | 7,50   |
| 2017-2018 | Nebraska | 14     | 0      | 7,5    | 34,5  | 33,3   | 100,0 | 1,10    | 0,10    | 0,40   | 0,10   | 1,90   |
| Carrière  | Carrière | 78     | 15     | 17,6   | 36,1  | 33,9   | 74,6  | 2,30    | 0,70    | 0,40   | 0,20   | 5,30   |